# Hey Na Na
Hey Na Na es el noveno álbum de estudio de la banda de rock brasileña  Os Paralamas do Sucesso. Fue lanzado el 16 de junio de 1998. Principales éxitos del álbum incluyen Ela disse adeus y O amor não sabe esperar.
El exguitarrista de Legião Urbana Dado Villa-Lobos hizo una aparición especial, proporcionando guitarras para algunas pistas.

## Lista de canciones
Todas las canciones escritas y compuestas por Herbert Vianna, excepto las que indiquen. 
| N.º | Título                     | Escritor(es)                 | Duración |  |
| 1.  | «Por sempre andar»         | Herbert Vianna               | 03:23    |  |
| 2.  | «Depois da queda, o coice» | Herbert Vianna               | 04:09    |  |
| 3.  | «O trem da juventude»      | Herbert Vianna               | 04:38    |  |
| 4.  | «Brasília»                 | Herbert Vianna               | 03:24    |  |
| 5.  | «O amor não sabe esperar»  | Herbert Vianna               | 04:00    |  |
| 6.  | «Ela disse adeus»          | Herbert Vianna               | 04:28    |  |
| 7.  | «Scream poetry»            | Chico Science/Herbert Vianna | 03:00    |  |
| 8.  | «Viernes 3 am»             | Charly García/Herbert Vianna | 04:36    |  |
| 9.  | «Um dia em Provença»       | Herbert Vianna/Thedy Corrêa  | 03:49    |  |
| 10. | «Santorini blues»          | Herbert Vianna               | 02:54    |  |

## Personal
- Bi Ribeiro — Bajo
- Herbert Vianna — Guitarra y voz
- João Barone — Batería y percusión